# 長柄簑蘚
長柄簑蘚（学名：Macromitrium ferriei）为木靈蘚科簑蘚屬下的一个种。

## 扩展阅读
- 維基物種上的相關：長柄簑蘚